# サヒル・スハイミ
モハマド・サヒル・ビン・スハイミ（Mohamad Sahil bin Suhaimi、1992年7月8日 - ）は、シンガポールのサッカー選手。シンガポール代表。ポジションはFW。

## クラブ歴

### ヤング・ライオンズ
2010年、17歳にしてプロデビュー。初出場となった試合はエトワールFC戦で、この試合ではミッドフィールダーとしての出場であった。体格的に劣るフランス人相手に印象を残したものの、兵役によって出場機会は限られた。
2012年12月、当時20歳の彼はシンガポールU-23代表といてリヴァプールFC、マンチェスター・ユナイテッドFCのU-23チームと対戦して、マンチェスター・ユナイテッドFCのU-23から、この大会でのチーム唯一となる得点を獲得した。この間にウォリアーズFCが彼を獲得するとの噂が流れていたが、ヤング・ライオンズが引き続き契約を結ぶ事となった。その代わりに、ウォリアーズFCはシンガポール・ライオンズXIIからスフィアン・アヌアルを獲得した。
2013年には彼にとって飛躍的な年となった。親善試合では、隣国マレーシアの強豪、ジョホール・ダルル・タクジムFCから2戦連続で得点を奪った。同年のSリーグでもサッカー技術、ドリブル、ディフェンダーとの駆け引き等で才能を見せ、活躍した。

### シンガポール・ライオンズXII
2014年も同様に活躍した彼は、2015年にシンガポール・ライオンズXIIに加入した。開幕戦に途中出場し、同チームデビューを果たすと、フリーキックから初得点を奪った。ピアラFAマレーシアの開幕戦でもハーフタイムから交代出場し、ケダ・ユナイテッドFC相手に4-0の勝利を収めるのに貢献した。そして、ケランタンFAとの決勝戦では82分と92分に得点を挙げ、同チームの優勝に大きく貢献した。ライオンズXIIでは途中出場が多いながらも合計26試合に出場し、リーグ3得点、ピアラFAマレーシアで4得点の合計7得点を決めた。

### ゲイラン・インターナショナル
2015年12月にシンガポール・ライオンズXIIが解散するとゲイラン・インターナショナルFCに加入した。ブルネイDPMM FC戦で初得点し、1-1の引分に試合を持ち込んだ。

### タンピネス・ローバース
2017年にはタンピネス・ローバースFCに移籍してAFCカップ2017に出場したが、Sリーグでの登録はならなかった。
その後、タンピネス・ローバース側からバーンリーFCに1か月のトライアルをしにいく事が発表された。

### サラワクFA
バーンリーでのトライアルからの帰還後、隣国マレーシアのサラワクFAに移籍し、タンピネス・ローバース時代の同僚であるマテオ・ロスカムとコンビを組んだ。

## 代表歴
2013年10月10日に行われた、ラオス代表戦で交代出場し初出場を果たした。
2013年の東南アジア競技大会ではシンガポールU-23代表が銅メダルを獲得する上での立役者となり、同大会での得点王となった。
2015年の東南アジア競技大会の際にも監督のアイデ・イスカンダルによってメンバーに選出された。イルファン・ファンディと共に選ばれた彼であったが、カンボジアU-23代表戦でネットを揺らしたのみで、シンガポールU-23代表自体もインドネシアU-23代表に0-1、ミャンマーU-23代表相手に1-2の敗北を喫し、グループステージ敗退となった。彼自身も、2-0で勝ったフィリピンU-23代表戦ではシュートを1本セーブされ、クロスバーに2本直撃させる等、決定機を物に出来なかった。

## 個人成績

### 代表
A代表での得点一覧
| No | 日附          | 場所                               | 対戦相手               | 得点 | 結果 | 大会     |
| -- | ------------- | ---------------------------------- | ---------------------- | ---- | ---- | -------- |
| 1  | 2014年7月12日 | フラチャウ                         | FCズブロヨフカ・ブルノ | 2-0  | 2–2  | 親善試合 |
| 2  | 2014年9月6日  | シンガポール・ホウガン・スタジアム | パプアニューギニア     | 1-0  | 2-1  | 親善試合 |

U-23代表での得点一覧
| No | 日附           | 場所                                         | 対戦相手        | 得点 | 結果 | 大会                   |
| -- | -------------- | -------------------------------------------- | --------------- | ---- | ---- | ---------------------- |
| 1  | 2013年12月2日  | シンガポール・ホウガン・スタジアム           | フィリピン      | 6–0  | 勝利 | 親善試合               |
| 2  | 2013年12月8日  | ネピドー・ザヤイタヒリ・スタジアム           | ラオス          | 1-1  | 引分 | 東南アジア競技大会2013 |
| 3  | 2013年12月10日 | ネピドー・ザヤイタヒリ・スタジアム           | ベトナム        | 1-0  | 勝利 | 東南アジア競技大会2013 |
| 4  | 2013年12月13日 | ネピドー・ザヤイタヒリ・スタジアム           | ブルネイ        | 2-0  | 勝利 | 東南アジア競技大会2013 |
| 5  | 2014年8月6日   | ドーハ・アル・アリ競技場                     | バーレーン      | 3-2  | 勝利 | 親善試合               |
| 6  | 2014年12月13日 | 京畿道華城市華城総合運動場                   | オマーン        | 3-3  | 引分 | 2014年アジア競技大会   |
| 7  | 2015年6月8日   | シンガポール・ジャラン・ベサール・スタジアム | カンボジア U-23 | 3-1  | 勝利 | 東南アジア競技大会2015 |

| シンガポール代表 | シンガポール代表 | シンガポール代表 |
| 年               | 出場             | 得点             |
| ---------------- | ---------------- | ---------------- |
| 2013             | 2                | 0                |
| 2014             | 5                | 1                |
| 計               | 7                | 1                |

2014年3月5日現在

## タイトル

### 代表
シンガポール
- 東南アジア競技大会:

銅メダル: 2013